# 広島刑務所中国人受刑者脱獄事件
広島刑務所中国人受刑者脱獄事件（ひろしまけいむしょちゅうごくじんじゅけいしゃだつごくじけん）とは、2012年1月11日に広島刑務所から中国人受刑者が脱獄した事件である。受刑者が殺人未遂で収容されていた事から、警察庁が特別指名手配をした。

## 背景

### 受刑者
中国籍受刑者の男（脱獄事件当時40歳 以下、C）は、窃盗を繰り返していたが、2005年5月に岡山市内で職務質問を受けた際に、警察官に向けて拳銃を発砲したため逮捕され、殺人未遂や銃砲刀剣類所持等取締法違反などにより、岡山地方検察庁に起訴された。
岡山西警察署で勾留中の2005年6月には、逮捕時に受けた足の傷を治療する為、病院に行く際に警察官の隙を突いて護送車両を奪い逃走する事件を起こしていた（約30分後に逮捕される）。一連の罪状により裁判で懲役23年が確定し、広島市中区の広島刑務所に、2008年6月から服役していた。
Cは、2008年にも脱走を図っていた事が、後の報道で明らかになっている。

### 刑務所
広島刑務所では脱獄当時、外塀の更新工事を2011年10月から2012年1月末の予定で行っていた。それに伴い、仮塀などが設置されたが、監視カメラの死角やセンサーなどが切られていた。なお、広島刑務所は明治期の1888年に開設され、当時は周囲は郊外の農村部であったが、その後の都市化の進行により、住宅街の中にある刑務所になっていた。

## 逃走劇

### 2012年1月11日
2012年1月11日午前、広島刑務所の受刑者50人が運動のためグラウンドに出ていたが、10時40分ごろに点呼をとったところ、Cが所在不明になっていることが判明した。
後に確認した監視カメラの記録映像には、10時30分ごろにCがグラウンドにある用具小屋の屋根に上り、高さ2.6mの塀を乗り越える様子が記録されていたが、監視する職員が見落としていた（監視員が少なかったため発見できなかった）。Cはその後雨樋をつたい事務所の屋上に上り、工事のために設置していた仮塀と工事中の外塀を足場などを利用して乗り越え、敷地外に逃走したとみられている。
なお塀の上には、本来は脱獄しようとして接触するとブザーが鳴る防犯線があったが、事件当時には工事のため取り外されており、役に立たなかった。
刑務所はCが敷地内にいるものとして捜索していたが、外部の市民からCと見られる下着姿の男がいたとの通報がもたらされ、脱走したと確信し、11時25分になって広島県警察に通報した。また、Cの血痕が着地したと思われる場所に残されていた。
Cの捜索は、広島県警の捜査員の他、広島刑務所の刑務官も動員して行われた。また警察庁は、社会への危険性が高いとして、特別指名手配に指定した。同庁によると、特別指名手配は1995年11月にオウム真理教信者2人を指定して以来、16年2カ月ぶりである。
警察犬の捜査で、東側200mの位置にある「吉島公園」で中国人受刑者の足跡は途絶えた。
事件発生により広島市内の小中学校などでは、児童生徒は校内待機ののち、部活動を中止し保護者同伴で集団下校した。

### 2012年1月12日
脱走したCであるが、1月12日の昼ごろ刑務所から西へ1.5Km離れた民家に空き巣に入った。衣類（ニット帽・ジャンパー・ズボン）や鞄を盗み、中にあった食料の飲食などを行った。それらの事実は、ビール缶に残された唾液のDNA鑑定で明らかになった。また、その周辺で事務所侵入や車上荒らしなどを繰り返し行ったと見られた。

### 2012年1月13日

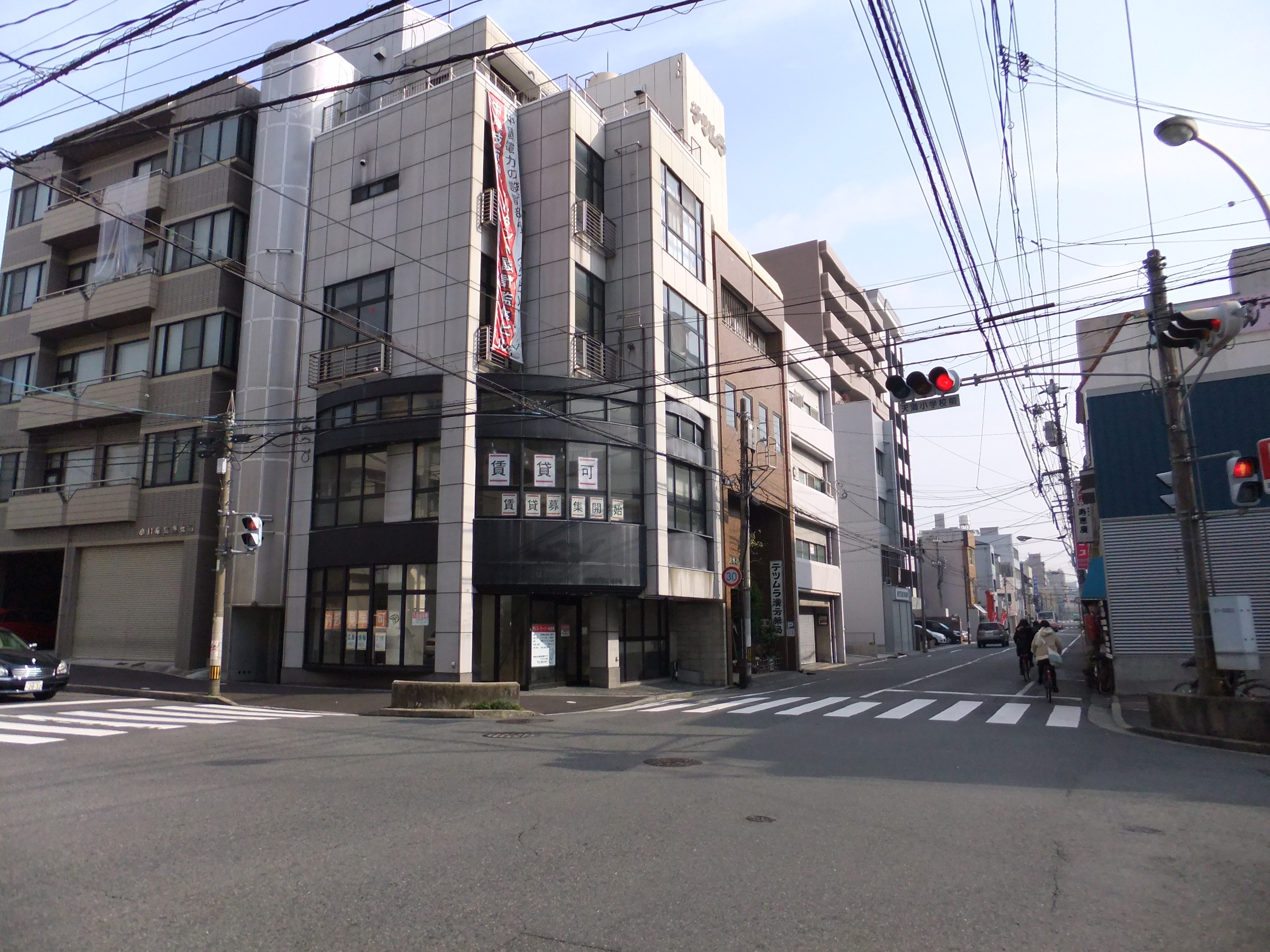
犯人が確保された場所。正面の銀色の建物に逃げ込んだ

県警は、Cが観音地区一帯に居ると断定。約500人の捜査員を投入して捜索した。また、付近一帯のすべての橋に捜査員を配置して封鎖した。
その結果1月13日午後4時半ごろ、刑務所から2Km離れた西区天満町で女性捜査員が中国人受刑者を発見。職務質問で本人であることを認めた。捜査員の連絡で応援のパトカーが来たときに、中国人受刑者は近くの建物の非常階段に逃げ込んだが、そこで身柄を確保された。

## 関係職員の処分
事件発生後の1月13日付けで、広島刑務所長が更迭された（後に依願退職）。このほか、所長を含め13人の職員が減給や訓告などの処分を受けた。
また、事件発生当日の1月13日に内閣改造により、新たに就任した法務大臣小川敏夫は、1月18日に広島市役所を訪問し、広島市長松井一實に事件を謝罪している。

## 裁判
2012年4月10日、広島地方裁判所で論告求刑公判が行われ、逃走や窃盗など5つの罪で中国人受刑者に懲役4年が求刑された。同年5月22日、懲役2年4月の実刑判決が言い渡された。その後、双方が控訴しなかったので判決は確定した。